# 三浦寅之助

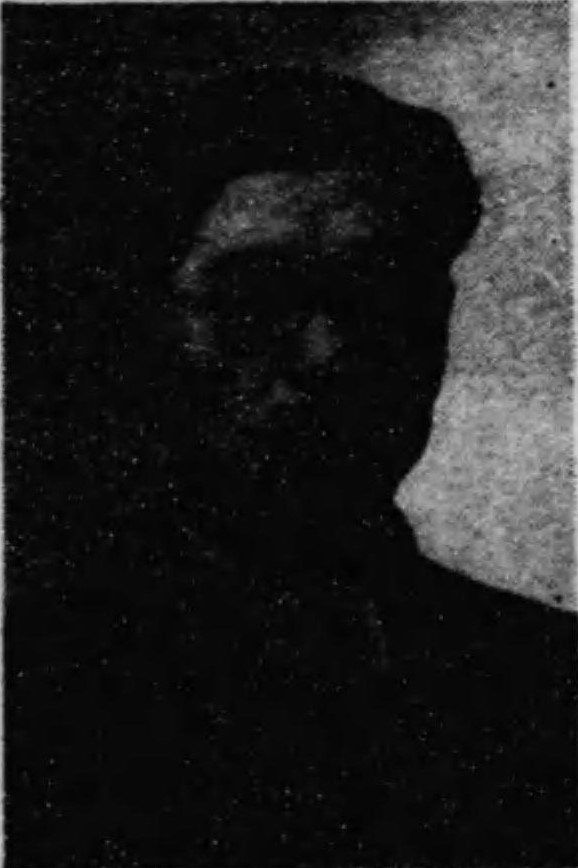
三浦寅之助

三浦 寅之助（みうら とらのすけ、1899年（明治32年）6月18日 - 1973年（昭和48年）7月5日）は、大正・昭和期の弁護士、政治家。衆議院議員。

## 経歴
宮城県加美郡宮崎村（宮崎町を経て現加美町）の農業・三浦寅治、やす夫妻の二男として生まれる。1914年（大正3年）村立実業補習学校を卒業。1918年（大正7年）9月に上京し、小川平吉の支援で日本大学専門部法律科に入学し、1921年（大正10年）に卒業した。
1921年、横浜区検事局に入り、1923年（大正12年）弁護士試験に合格し、同年4月、横浜市浦島ヶ丘に弁護士事務所を開業した。
横浜市会議員、同副議長を務め、1936年（昭和11年）から1946年（昭和21年）まで神奈川県会議員に在任した。1946（昭和21年）4月の第22回衆議院議員総選挙に神奈川県選挙区から出馬して初当選。第23回、第24回総選挙で神奈川県第1区から出馬し連続して再選されたが、1952年（昭和27年）10月の第25回総選挙では落選した。この間、1948（昭和23年）に政治資金に関する問題で衆議院不当財産取引調査特別委員会に証人喚問された。1953年（昭和28年）4月の第26回総選挙で再選され、衆議院議員に通算4期在任した。この間、裁判官訴追委員会委員長、第5次吉田内閣・法務政務次官、日本自由党幹事、民主自由党総務、同政調会失業対策委員長、自由党総務などを務めた。その後、第27回、第28回総選挙に立候補したが、いずれも落選した。
その他、横浜弁護士会（現神奈川県弁護士会）会長、横浜家庭裁判所調停委員、神奈川県選挙管理委員会委員長、都道府県選挙管理委員会連合会関東信越支会会長などを務めた。

## 著作
- 『苦闘の半生を語る』大日本国民中学会、1948年。

## 伝記
- 岩田松太郎編著『足跡 : 三浦寅之助先生・その人と事績』三浦先生伝記刊行会、1977年。

## 親族
- 二男 三浦隆（衆議院議員）[1]